# 珠海高新技术产业开发区
珠海高新技术产业开发区是中国广东省珠海市的国家级高新技术产业开发区，簡稱高新区，由中国国务院在1992年12月批准成立，属于珠海市人民政府直接管辖。2006年7月，珠海市对珠海高新区和唐家湾镇作出“区镇合一”体制调整。下辖唐家湾主园区、南屏科技工业园、三灶科技工业园、新青科技工业园、富山科技工业园、航空产业园以及横琴高新技术和科研研发园区等多园，总面积369.34平方千米。2015年9月，国务院批复同意珠海高新区建设国家自主创新示范区。

## 外部連結
- 官方网站
- 珠海高新技术产业开发区的新浪微博